# Ada Hondius-Crone

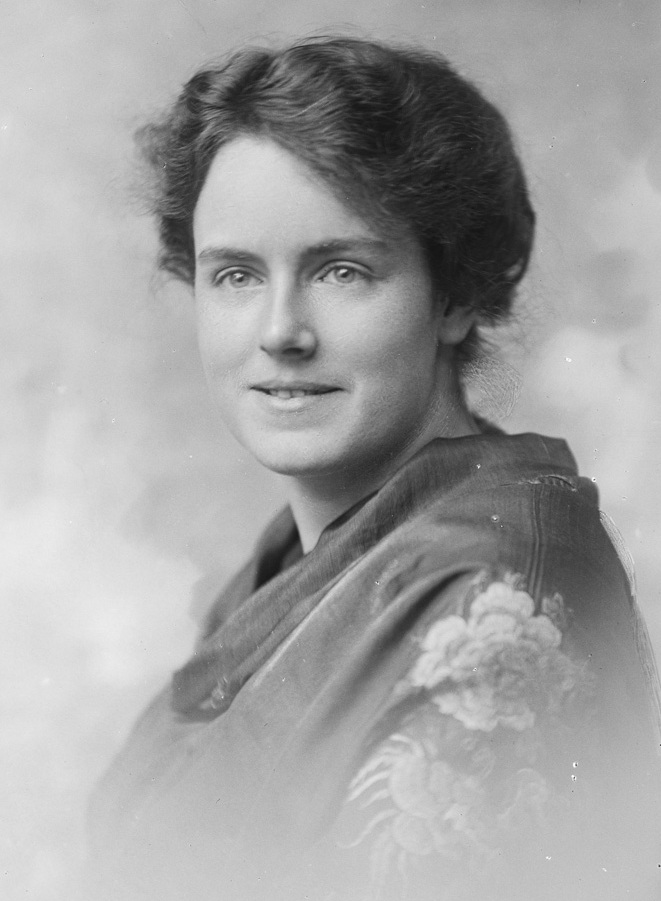
Ada Helena Crone

Ada Helena Hondius-Crone, geborene Crone, verwitwete Müseler-Crone und geschiedene von Saher-Crone, (* 28. September 1893 in Amsterdam; † 2. Januar 1996 in Voorschoten) war eine niederländische Kunstsammlerin und archäologische Schriftstellerin.

## Leben

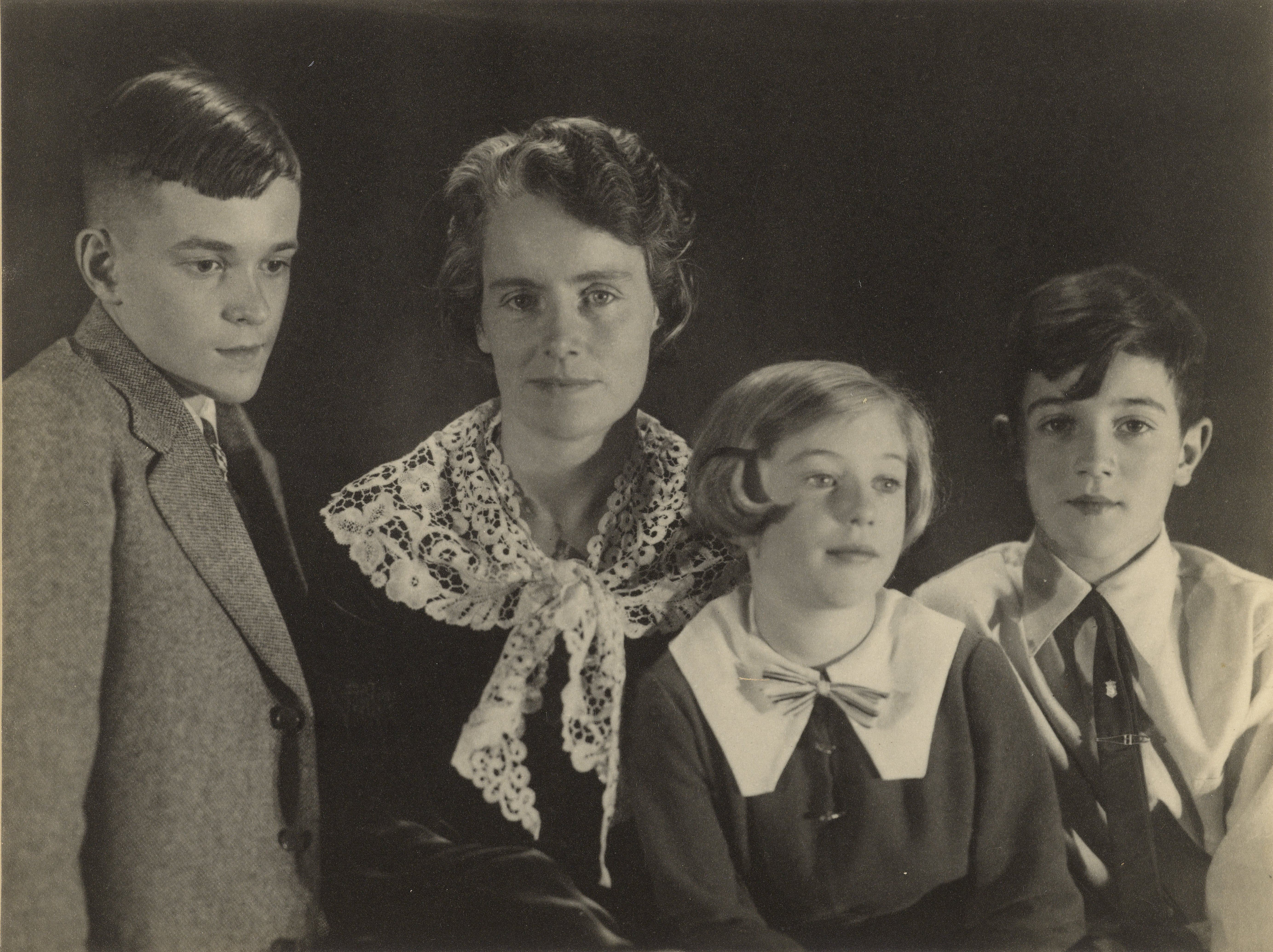
Crone mit ihren Kindern, Januar 1935

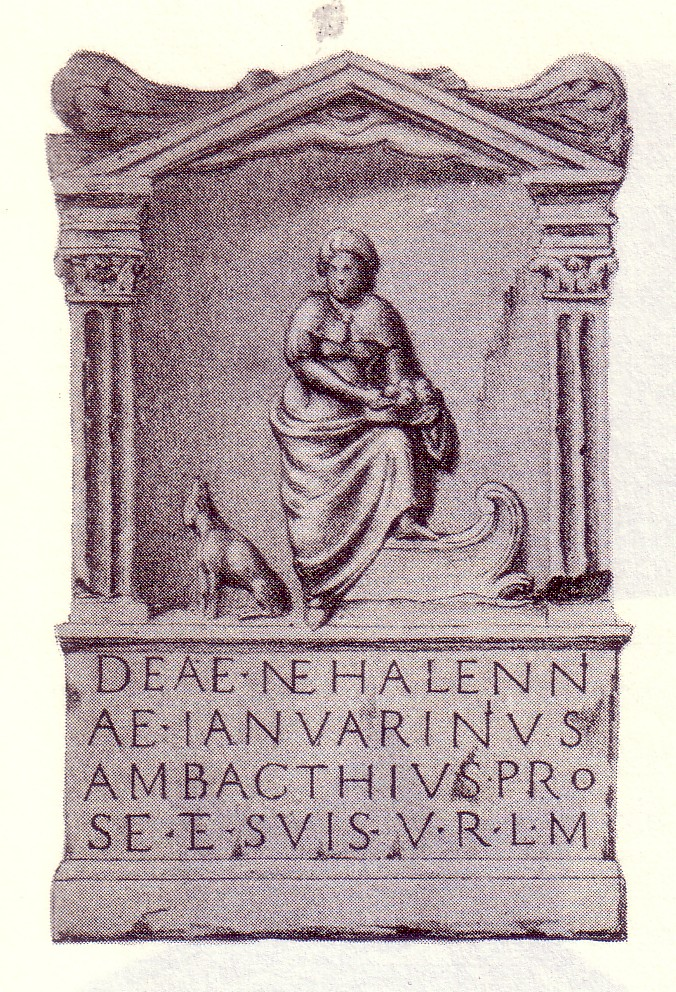
Weiherelief der Nehalennia aus Domburg

Ada Crone, Tochter des wohlhabenden Kaufmanns Eduard Henrich Crone und seiner Frau Helena Rebecca Ernestine Muller, heiratete am 17. März 1914 im Alter von 20 Jahren den deutschen Rechtsanwalt Carl Julius Leopold Müseler (1886–1915). Er fiel am 5. Mai 1915 im Alter von 29 Jahren als Reserveleutnant auf dem Schlachtfeld in Langemarck.
Zurück in den Niederlanden studierte sie an der Kunstgewerbeschule Quellinus in Amsterdam. Am 2. Juli 1919 heiratete sie in Hilversum den Rechtsanwalt August Eduard von Saher (1890–1973). Aus der Ehe gingen drei Kinder hervor. Nach ihrer Scheidung 1929 unterrichtete sie in ihrem Gartenhaus eine Gruppe von Kindern aus der Nachbarschaft nach der Methode von Maria Montessori. Sie besuchte Vorlesungen in Kulturgeschichte in Leiden. 1935 heiratete sie den Pädagogen und Philosophen Johannes Magdalenus Hondius (1900–1977). Gemeinsam organisierten sie verschiedene kulturelle Aktivitäten. Sie unterstützten auch befreundete Künstler finanziell.
Crone war auf dem Gebiet der Frauenbewegung und der Friedensbewegung aktiv. Darüber hinaus veröffentlichte sie 1955 nach eigenen Bergungsarbeiten anhand von Rekonstruktionen aus wieder zusammengesetzten Fragmenten sowie antiquarischen Berichten die archäologische Abhandlung The Temple of Nehalennia at Domburg, die auf einem weitgehend vollständigen illustrierten Katalog des Domburger Funds einer Reihe von Votivsteinen, von denen 28 einer bis dahin unbekannten lokalen Göttin namens Nehalennia geweiht waren, basiert. Hermann Mylius resümierte 1956 in einer Buchbesprechung: „Das vortrefflich disponierte, bei aller wissenschaftlichen Sorgfalt flüssig geschriebene Buch nimmt man um so lieber zur Hand, als es in Papier, Druck und Einband mit erlesenem Geschmack ausgestattet ist. In 103 Anmerkungen bietet es eine reiche Bibliographie zum Gegenstand Votivaltar, die der Spezialforschung besonders willkommen sein wird.“
Crone starb 1996 im Alter von 102 Jahren in einem Pflegeheim in Voorschoten.
Das Het Nieuwe Instituut in Rotterdam bewahrt einen Teil ihres Nachlasses auf. Eine Sammlung ihrer Radierungen und Studien, die sie nach ihrer Ausbildung an der Kunstgewerbeschule anfertigte, befindet sich im Drents Museum in Assen. Das Gemeentemuseum Den Haag, Rijksmuseum Amsterdam und Amsterdams Historisch Museum erhielten Crones von Paul Poiret entworfenen Kleider und ihr Wohn- und Esszimmer, das von Cornelis Blaauw in Zusammenarbeit mit Hildo Krop entworfen wurde.

## Schriften (Auswahl)
- Poëziealbum. 1903–1907, OCLC 800665909.
- Ierland, rijke cultuur op wonderschoonen grond. Onbedorven natuur. Christendom en heidendom dooreen. Bizondere correspondentie. In: De locomotief. Semarang 14. September 1928 (kb.nl).
- The Temple of Nehalennia at Domburg. J. M. Meulenhoff, Amsterdam 1955, OCLC 1068452729.
  - Rezensionen: Pierre Hombert, in: L’Antiquité Classique 25, 1956, S. 571–572 (Digitalisat); Hermann Mylius, in: Trierer Zeitschrift für Geschichte und Kunst des Trierer Landes und seiner Nachbargebiete 24/26, 1956, S. 276–278 (Digitalisat); J. M. C. Toynbee, in: Antiquity 31, 1956, S. 180–181; Cornelius Vermeule, in American Journal of Archaeology 60, 1956, S. 463–464.